# La Chinesca (barrio chino de Mexicali)

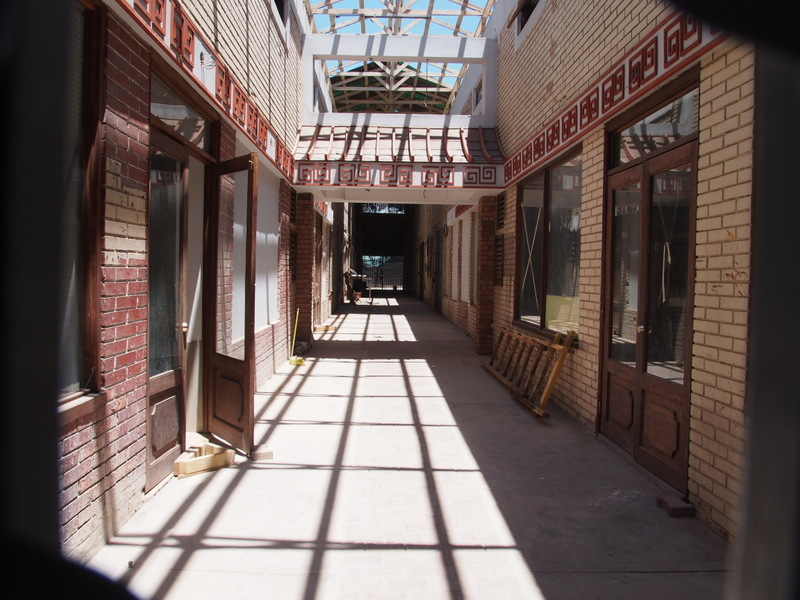
Callejón La Chinesca (mayo de 2021)

La Chinesca es una zona en el centro histórico de la ciudad de Mexicali, en Baja California, México donde han habitado, vivido, comerciado y construido habitantes de origen chino desde inicios del siglo XX. Esta zona de México, es la que cuenta con mayor concentración per cápita de residentes de origen chino en el Municipio de Mexicali y muy probablemente de todo México; se estima una población de 5,000 personas, que desde los albores del siglo XX y la fundación de la ciudad de Mexicali inmigraron chinos traídos de Estados Unidos como peones para conquistar estas tierras, por lo que la presencia de la cultura china en la ciudad cuenta con raíces.
Un primer grupo de inmigrantes en la región fue 1901, pues los americanos construyeron el Ferrocarril Inter-California y le dieron continuidad junto al Mexicali and Gulf Railway, que venía de San Diego - Tijuana -Tecate, (esa vías todavía existen) y cruzaba a E.U. con rumbo a Calexico con el fin de cruzar mercancías de Calexico a Yuma, por territorio mexicano. El esfuerzo continuó y se transformó en el Ferrocarril Inter-California, mismo que funcionó desde 1908 hasta 1959, con 4 vagones para personas y 25 de mercancía a una velocidad de 55 km/h, a través de varias estaciones entre las cuales estaban: Cd. de Mexicali, Packard, Palaco, Pascualitos, Sesbania, Casey, Cucapá, Hechicera, Volcano, Batáquez, Tecolotes, Paredones, Cuervos, Dieguinos y Algodones, para cruzar a E.U con destino a Yuma, Arizona. También hubo hindús, japoneses y por supuesto muchos mexicanos.
En 1904 los norteamericanos eran propietarios de la tierra pues la  Colorado River Land Company, adquirió la tenencia de la tierra y eran los propietarios de casi la totalidad de la tierra del Valle de Mexicali. A inicios de la fundación de Mexicali grupos e ingrantes en la región incluidos la población china llegó a esta región como trabajadores para la empresa norteamericana para trabajar la tierra, misma que se arrendaba a quien así lo deseaba. Desde aquellos entonces se iniciaron a querer controlar las avenidas del Río Colorado, con sus inundaciones por lo que se iniciaron a diseñar y construir diques, canales y drenes, para lo que posteriormente sería el sistema de irrigación del Valle de Mexicali. Varios chinos convirtieron en rancheros en el Valle de Mexicali.
Otro grupo de inmigrantes chinos, llegó huyendo de las políticas antichinas por la Ley de Exclusión China desde Estados Unidos, y la Campaña Antichina en México. Mexicali siempre ha tratado bien a los chinos. Así se corrió la voz por lo que otros han viajado directamente de China. "El chinero" es un lugar como 150 kilómetros al sur, por la carretera a San Felipe, ya que venían huyendo de Guaymas y Sinaloa hacia Mexicali. Otros fueron atraídos por la promesa de altos ingresos, promesa que no se materializó en la mayoría de los casos, y unos más en los años recientes como trampolín para ir a Estados Unidos.

## Historia

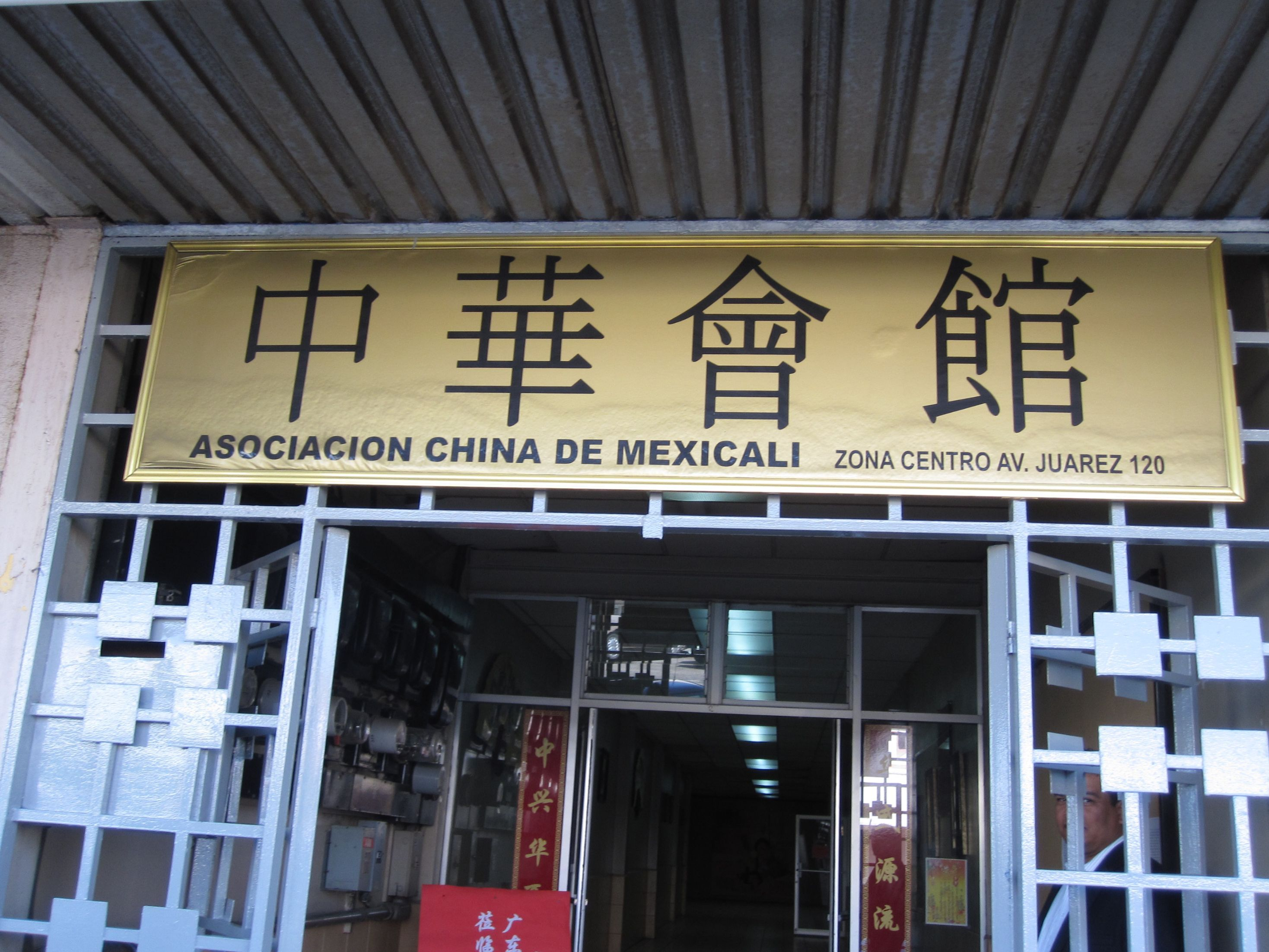
Asociación China

Muchos de los chinos que vinieron a Mexicali por los diferentes motivos, se quedaron buscando concentrarse en un área en particular del centro histórico de Mexicali, que pronto pasó a denominarse “La Chinesca”. El centro de la ciudad hay innumerables agrupamientos de casas y vecindades de chinos, que solo se ven puertas muy discretas en cualquier zona del centro de la ciudad.
En 1920, durante la ley seca en Estados Unidos, durante la prohibición del alcohol en ése país, hubo un boom en la ciudad pues se convirtió en refugio para norteamericanos en busca del juego y diversión (al igual que Tijuana) por lo que había casinos, casas de juego, show de mujeres, y eso causó más inmigración, y así obreros y agricultores chinos, y otros que estaban en el valle, se mudaron a la ciudad para abrir bares, hoteles, tiendas, restaurantes y hasta bancos, para atender a la clientela que buscaba domesticar la región.
En la zona centro se albergó prácticamente a todos los casinos y bares de la ciudad, en esos tiempos. Así se construyó un sistema subterráneo de túneles, donde algunos se conectaban con los burdeles y fumaderos de opio entre sí y con Calexico al otro lado de la frontera con Estados Unidos (hoy se dan tour turísticos para conocerlos). Los contrabandistas también usaron esos túneles para pasar a Estados Unidos alcohol comprado en México.
Un grupo de 5,000 hombres solteros chinos fundó en 1918 la Asociación China, un club social dedicado, al menos en parte, a encontrar esposas chinas del otro lado del Pacífico. La citada asociación permanecía activa cien años después. 

## La Iglesia Metodista

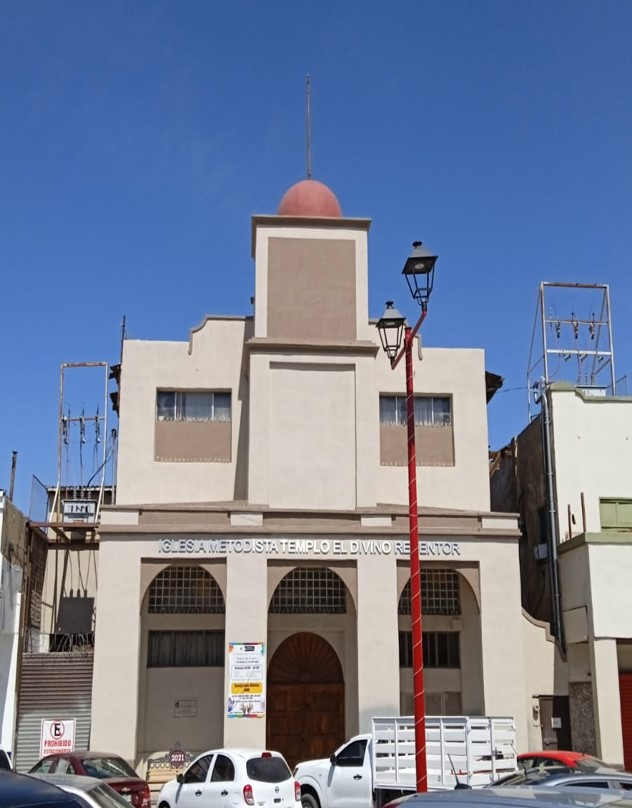
Iglesia metodista en la Chinesca.

Para 1911, la Iglesia Metodista llegó a Mexicali a través de la instalación de una pequeña misión, coincidiendo este arribo con lo que se considera la segunda etapa de la década de vida de Mexicali (1910-1920). La construcción del templo metodista fue patrocinada por empresarios chinos radicados en San Francisco  (Ya que muchos de los trabajadores chinos inmigrantes fueron traídos desde ésa ciudad) así mismo, este templo sufrió diversas reconstrucciones durante el periodo de 1923 a 1947. Ya que a lo largo de este periodo ocurrieron incendios que lo dejaron destruido, datando, siendo el primero en 1923 y el segundo en 1944. En el primer caso se reconstruyó agregándole mejorías, entre la que se destaca el tipo de material. Sin embargo, durante el incidente de 1944, el edificio no recibió mejorías hasta 1946. Las funciones de la Iglesia Metodista en la Chinesca fueron distintas, entre las que se destacan son su servicio a la educación (fungió como escuela), actividades recreativas (deportivas), actividades sociales.

## Movimiento Antichino en el Distrito Norte de Baja California
Durante el periodo de 1911-1934 surgió el movimiento antichino en el norte de México, esto debido a una serie de enfrentamientos entre organizaciones criminales chinas disputándose el control del negocio de apuestas y de prostitución. La reacción de la opinión pública al respecto de esas organizaciones criminales chinas alentó incluso al gobierno a desatar un discurso antichino cargado de xenofobia y racismo que se propagó en los estados norteños. No obstante no solo fueron las acciones violentas lo que movilizó este periodo de violencia, sino también el auge económico y la importancia que tenían las pequeñas empresas chinas con Estados Unidos. En el caso el noroeste mexicano, el Distrito Norte de Baja California tuvo presencia de comités antichinos liderados por Alfredo Echeverría. Sin embargo, el movimiento antichino en el Distrito Norte no consiguió el mismo impacto en los otros estados norteños, es decir, no se consiguió su expulsión de la entidad pero sí hubo represión a nivel laboral.

## Presencia hacia la mitad delsigloXX

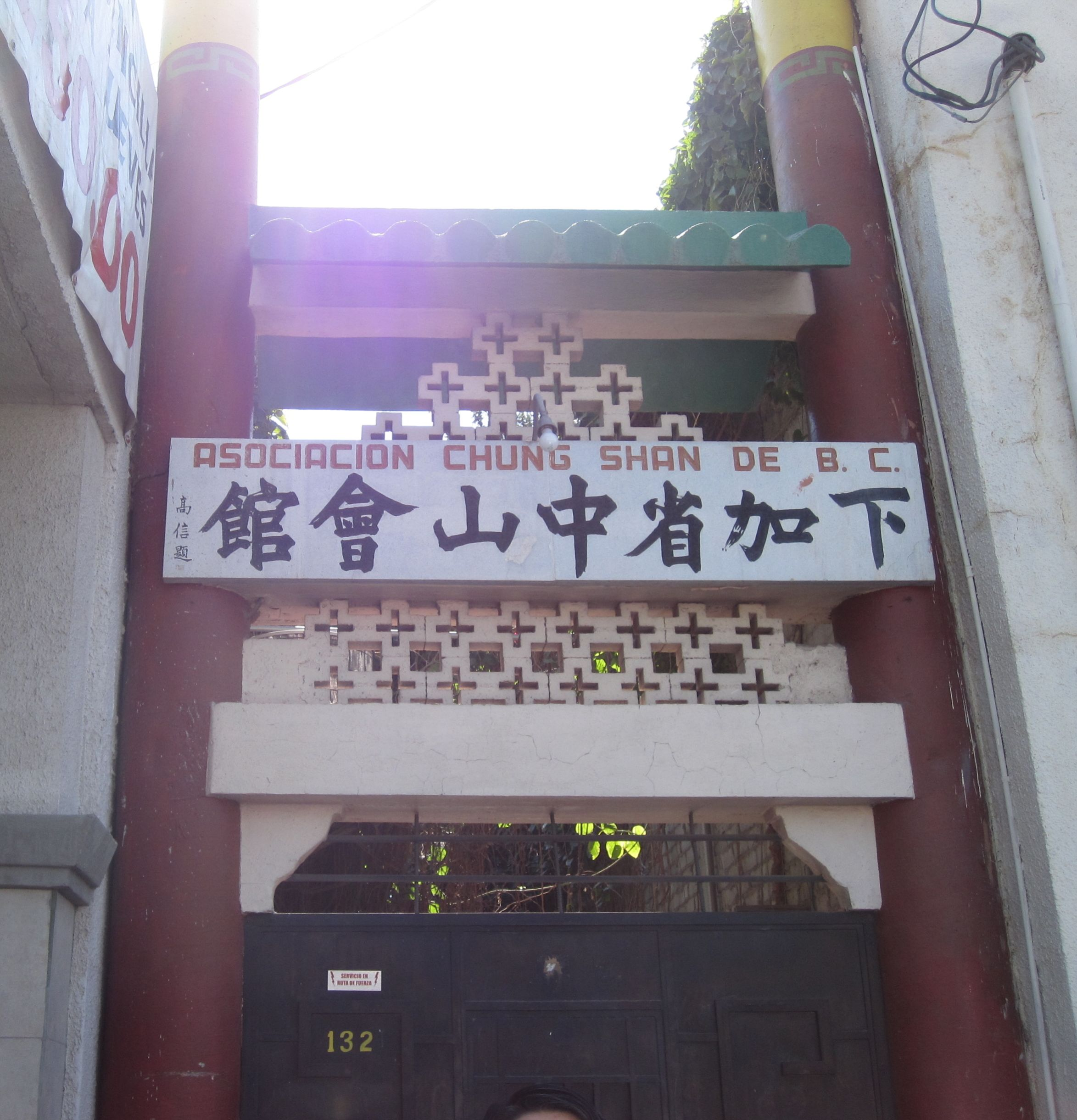
Asociación Chung Shan de Baja California, que sirve como centro educativo, centro artístico y templo budista fundado en 1915

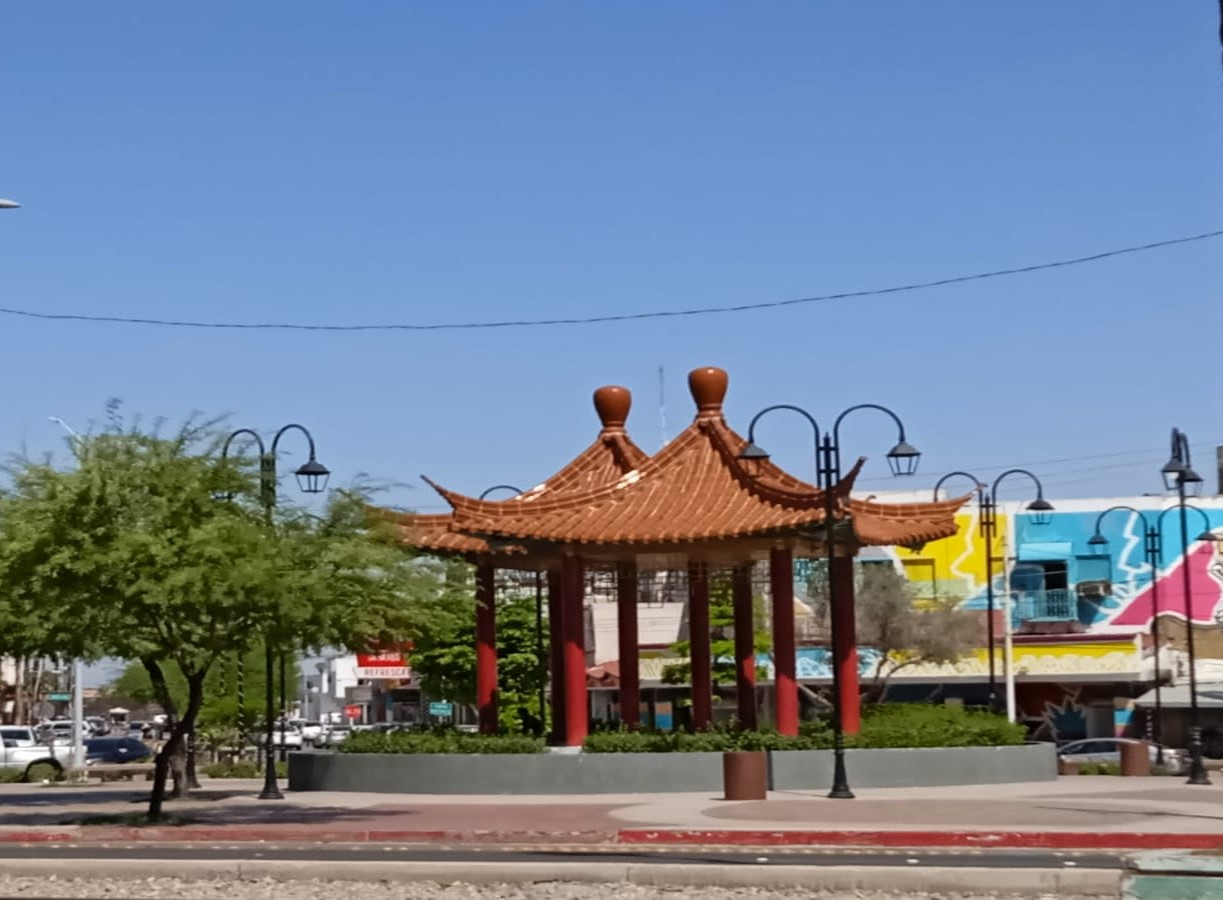
Pagoda china en Chinesca Mexicali.

El porcentaje de personas de origen chino era muy alto en Mexicali en la década de 1940, la ciudad contaba únicamente con dos cines, y ambos proyectaban películas chinas casi exclusivamente. No obstante, hacia la segunda mitad del siglo XX, un flujo constante de inmigrantes mexicanos diluyó a la población china hasta convertirla nuevamente en minoría.

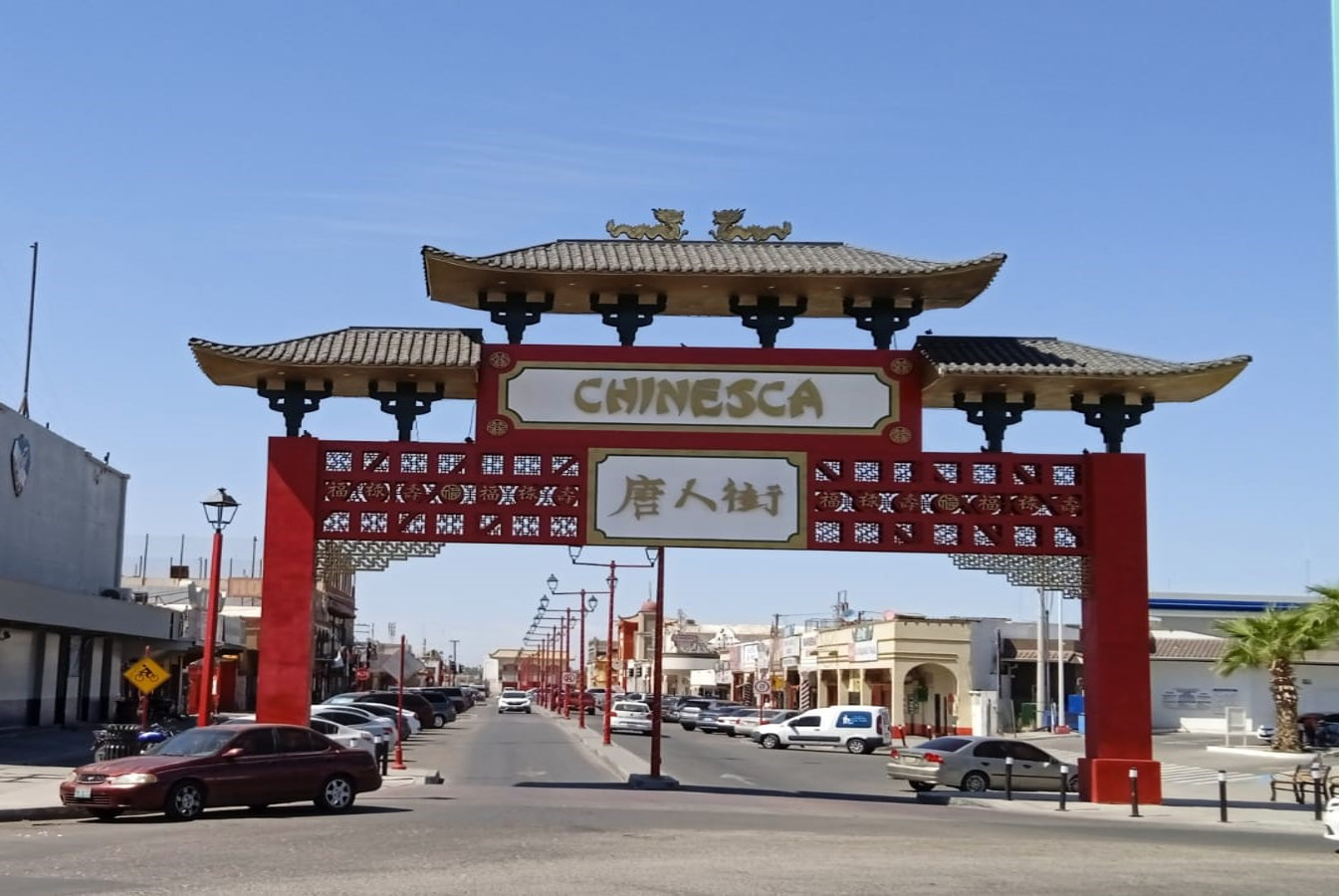
Portal de acceso a la Chinesca en 2022

Después de que el sentimiento antichino hubo mermado, más chinos arribaron, y constituyeron los cuarteles mexicanos del Kuomintang o Partido Nacionalista Chino y la Liga Anticomunista Mundial. Después de ciertos eventos durante la Segunda Guerra Mundial y la revolución comunista china, un gran número de refugiados chinos vinieron a México a mediados del siglo XX. Ho Feng Shan, el diplomático chino conocido como el “Schindler chino”, se sabe que visitó Mexicali. En esta comunidad estuvo localizado, durante parte de la década de 1960, el consulado de Taiwán hasta que México retiró el reconocimiento a la República de China, terminado con la inmigración de chinos étnicos a esta región. Por un tiempo después de 1960, las organizaciones comunitarias chino-mexicanas se mantuvieron fuertes: al inicio de los años sesenta nuevos seminarios chino-mexicanos continuaron abiertos, y en los setenta se inauguró una escuela para enseñar arte, cultura y deporte chino a chino-mexicanos residentes de La Chinesca y lugares circunvecinos del centro de Mexicali.
José Revueltas el escritor mexicano describe a Mexicali y algunos barrios como La Chinesca así: 

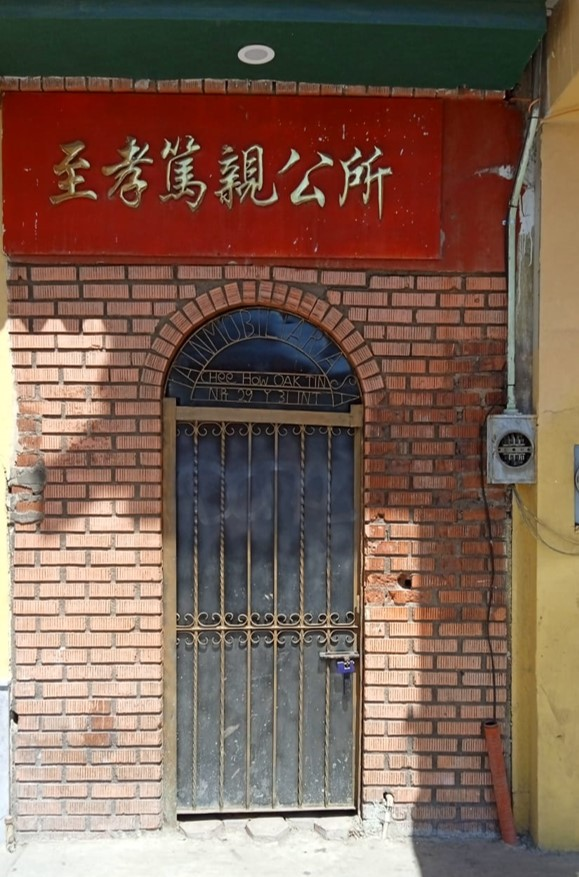
Acceso a una vecindad de chinos

La Chinesca es un pequeño barrio chino, con todo lo que tiene un barrio chino, sus tiendas, sus letreros, y una multitud de gente que parece estar holgando todo el tiempo, sobre las cálidas, polvorientas aceras. Véndese ahí tostadas, tacos, discutibles chop sueys y, también, cigarrillos de mariguana; todo lo que tiene un barrio chino, sin dejar los fumadores de opio. Por su parte Pueblo Nuevo es vigoroso, recio, proletario. En ambos bulle la vida con intensidad y en ambos, también, late furiosamente el mismo signo que preside a todo el cálido Valle de Mexicali: dinero.

## La Chinesca en Mexicali
La chinesca se estableció en 1918 como un área comercial donde se establecieron una amplia variedad de comercios, lavanderías, barberías, restaurantes, hoteles y centros de recreación y viviendas, donde tuvieron sus organizaciones familiares, sociales, logias, escuela e iglesia. La Chinesca o Barrio Chino de Mexicali, vive en el centro histórico a unos metros de la línea fronteriza, donde hoy es mucho más pequeña que en el pasado. En el censo de 1921 se mencionan 1,314 chinos y 6 chinescas.

La primera Chinesca era una manzana que estaba localizada entre las avenidas Reforma y la Benito Juárez, así como la calle Azueta a la Altamirano. Allí se construyeron viviendas y comercios chinos. En 1923 se incendió. En los años ochenta, La Chinesca se redujo a un pasillo comercial pero volvió a suceder otro incendio en ésa zona. Yolanda Sánchez Ogás, cronista de la ciudad, y autora del libro de Chinos en Mexicali, menciona: 
"En Mexicali es improcedente llamar barrio chino a la Chinesca, porque nunca lo fue. Los barrios chinos que se formaron en Hermosillo, en otros 12 municipios de Sonora y en otros estados, fueron resultado de una ley injusta y arbitraria. Era contraria al respeto que los mexicalenses asumieron ante la presencia china."

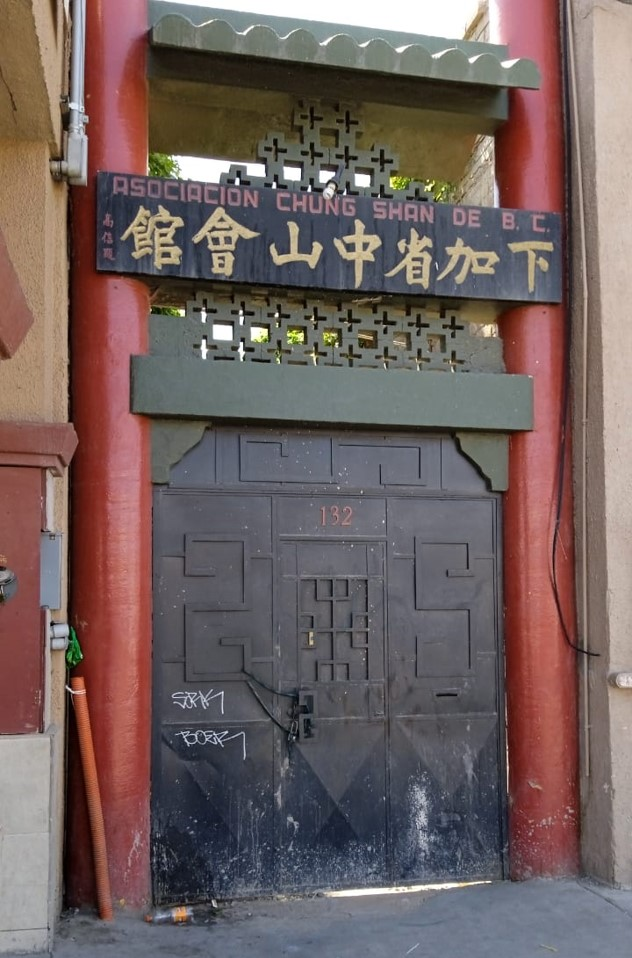
Acceso a Asociación China Chung Shan de BC 2022

Hubo múltiples intentos por diferentes ayuntamientos y comités de comerciantes para embellecer el centro de la ciudad y la chinesca. Y es hasta el 2013, cuando fructifican los primeros esfuerzos, continuando con pequeños esfuerzos, hasta ir modificando la semblanza del centro histórico, incluida la Chinesca donde actualmente hay diversos murales en las paredes de la zona, reubicaron y acercaron la pagoda china, renovaron el pasillo de la Chinesca, instalaron dos Portales, el Casino Chinesca, renovaron el "Mercado y Cine Curto" , repavimentaron y crearon una zona peatonal frente a la Catedral de Mexicali, y los esfuerzos continúan, para lograr el embellecimiento.

## La comida China de Mexicali es famosa en todo México
Mexicali aún cuenta con más de 300 restaurantes chinos y es, la mayor cantidad per cápita que cualquier otra Ciudad de México, y por tanto la cocina china más famosa en el país la mayoría con cocina de estilo cantonés. Tal como ha ocurrido en muchos restaurantes chinos fuera de Asia, la cocina china en Mexicali se ha adaptado a los gustos locales. Ejemplo de este fenómeno es el constante uso de picante (chile) en muchos de los platos, así como la inclusión de un pequeño tazón de salsa en la mesa al momento de servir la comida, de manera a la forma de servir los platillos a base de carne, comunes en el norte de México. Acompañando a las hamburguesas y al chow mein, muchos restaurantes ofrecen sopa de aleta de tiburón.
En muchos de estos restaurantes, no es infrecuente ver a hombres de ascendencia china portando sombreros vaqueros, reunidos a la mesa con hamburguesas y té verde, conversando en una mezcla de cantonés y español.
Desde el año 2000, nuevos inmigrantes de China a Mexicali vienen desde las mismas regiones que antes de 1960, tal vez el 90 % desde Guandong o Hong Kong.

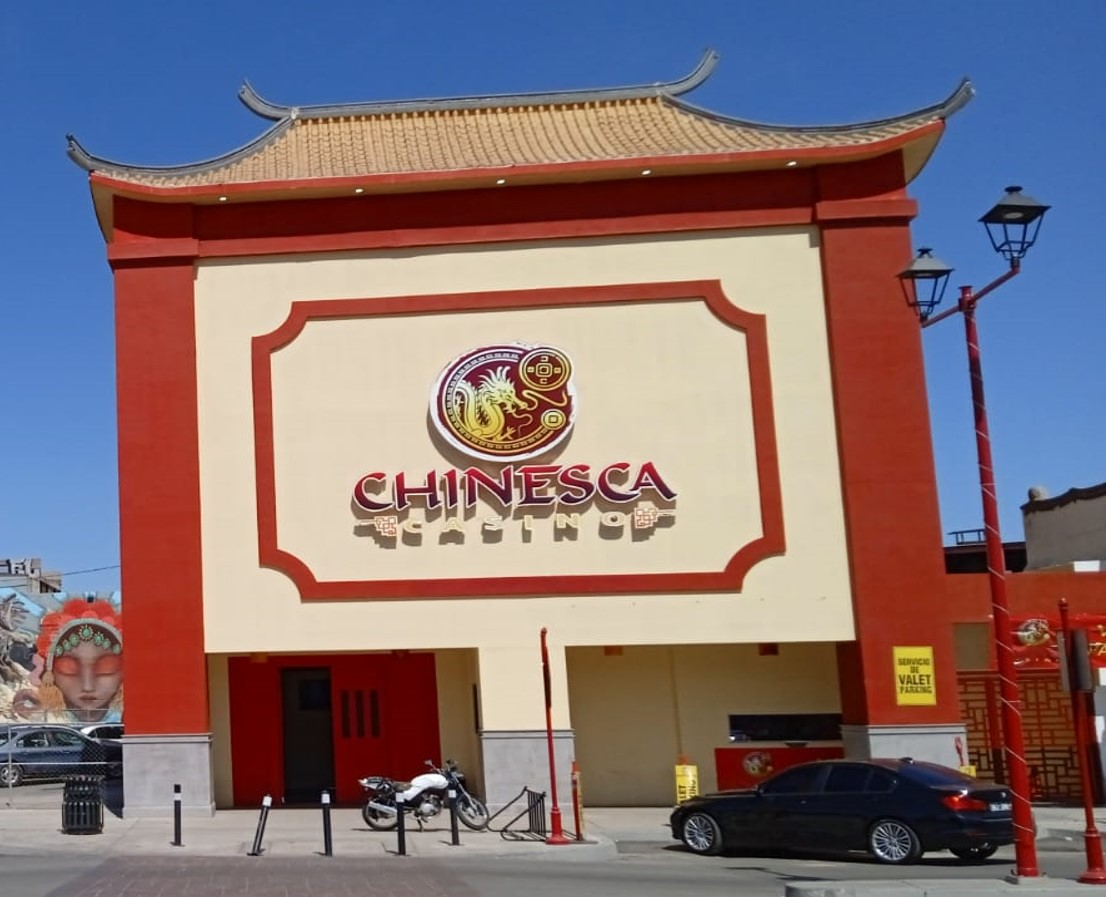
Casino Chinesca en Mexicali

Recientemente (inicios del siglo XXI) un exitoso empresario chino, Ángel Zhen, junto a otros prominentes hombres de negocios de aquel país, han fundado la Cámara de Comerciantes Chinos. El objetivo de esta cámara es proveer de más recursos y establecer conexiones entre todas las Asociaciones Chinas de cada ciudad y estados del noroeste de México (Baja California, Baja California Sur, Sonora y Chihuahua). La cámara sirve y trabaja activamente para defender los legítimos derechos e intereses de las asociaciones de empresarios chinos en la región. La cámara es también responsable de incrementar el estatus social y la influencia de sus asociados. En los festivales el Dragón Chino se aparece. Hay escuela para aprender ése arte.

## Asociaciones y organizaciones chinas
Las 29 asociaciones chinas locales se empeñan en preservar el arte y cultura de su tierra natal a través del patrocinio de festivales chinos, clubs de caligrafía y clases de idioma. Las asociaciones están integradas de acuerdo al origen regional, el nombre, la ocupación, la religión u otras características de sus agremiados. Sin embargo, mucho del estilo y cultura chinos se han mezclado con las tradiciones mexicanas y norteamericanas para dar como resultado una cultura híbrida y única. Las siguientes son asociaciones y organizaciones chinas con base en Mexicali.
- "Asociación China de Mexicali" (中華會館)’’’: La principal organización china de Mexicali. Fundada en 1919. Avenida Juárez #120. Un mural en el primer piso de su edificio contiene un poema en el cual se lee:

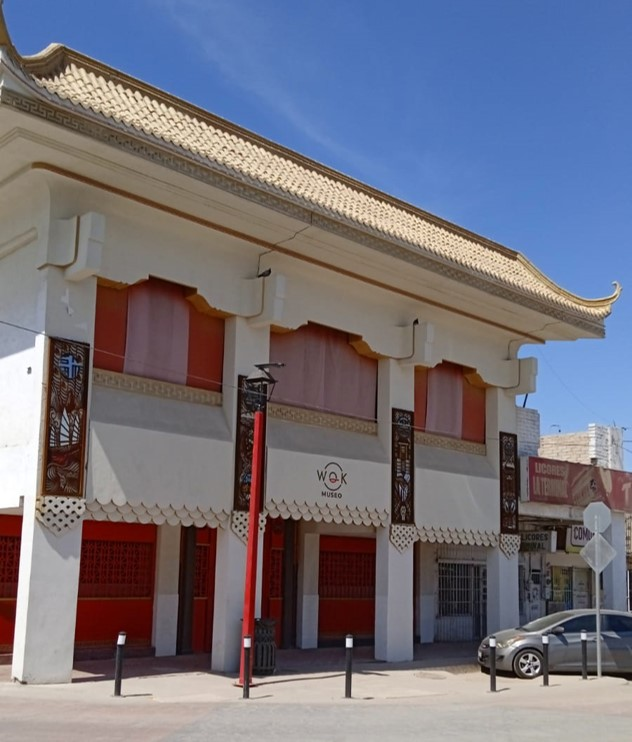
Museo Wok en Chinesca Mexicali

Abrirse paso a través de matorrales espinosos, 

Sufrir hambre y pernoctar al sereno, 

Desgastándose la vida con sudor y sangre, 

En la desolación, transcurre el tiempo. 

Solo, miserable, toda una vida 

Es la del joven emigrante, 

Quebrado por los años, no puede regresar a su tierra, 

Separado por mares y cordilleras, lejos está. 

Eleva su mirada al cielo y se pregunta: 

¿Se disipará la angustia que llevo dentro? 

   88 años de la fundación de Mexicali

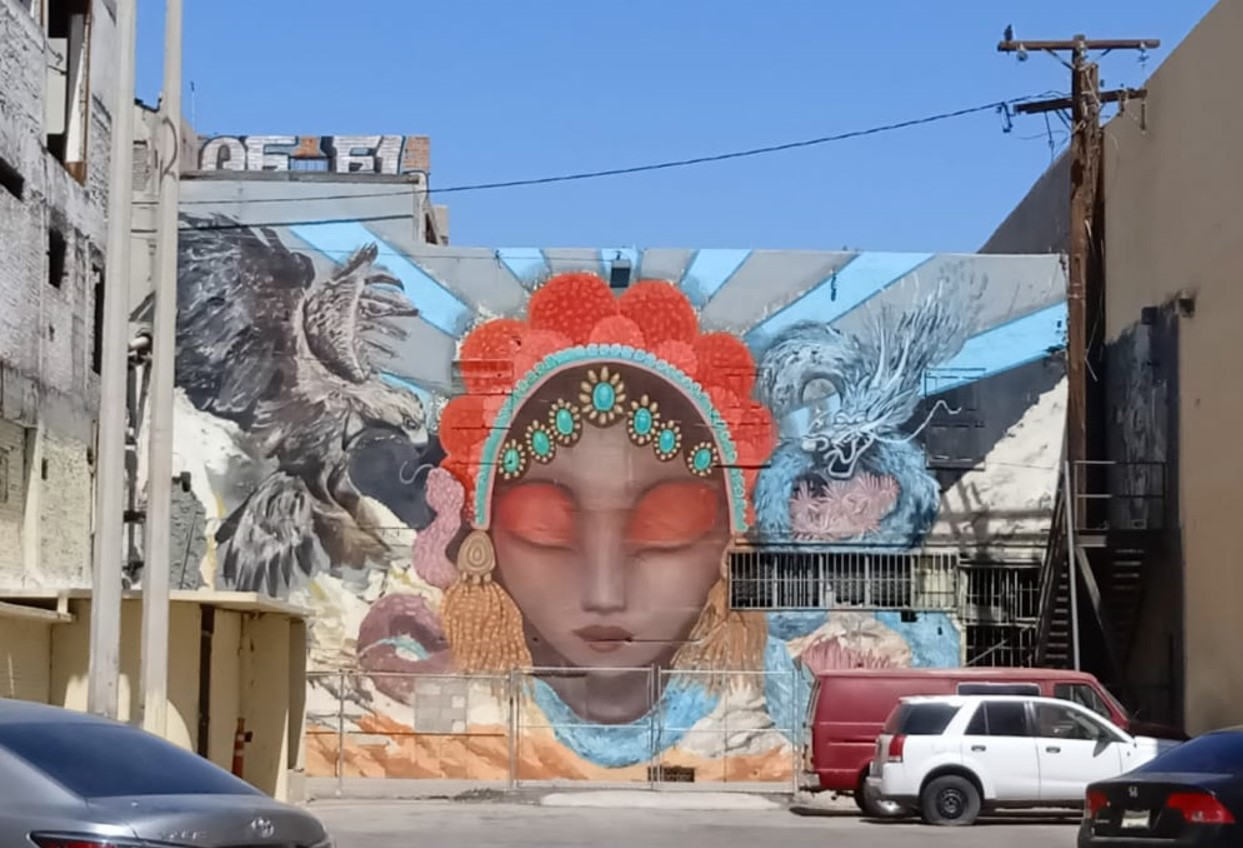
Mural en Chinesca Mexicali

- Ming Chih Tang: También llamada Logia Masónica China en Baja California, Num. 20. Fundada en 1914, esta asociación ayudó a fundar la Asociación China de Mexicali (中華會館).
- Kuomintang:Fundada en 1920. Con 600 miembros en 1928.
- Asociación Chung Shan de Baja California: Fundada en 1915 con 200 miembros. Su incorporación está basada en ser originario de Zhongshan. Ramas de la organización fueron abiertas en Ensenada y Tijuana en 1963.
- Asociación Sam Yap Tres Distritos Sociedad Mutualista.: Incorporación basada en el apellido.
- Asociación Leon Chong How Tong: Incorporación basada en el apellido.
- Asociación Hoy Yin: Incorporación basada en ser originario de Haiyan (海宴), parte de la municipalidad de Taishan.
- Asociación Chew Lun: Incorporación basada en el apellido Tam, Tham, Hiu, Che. Fundada en 1920.

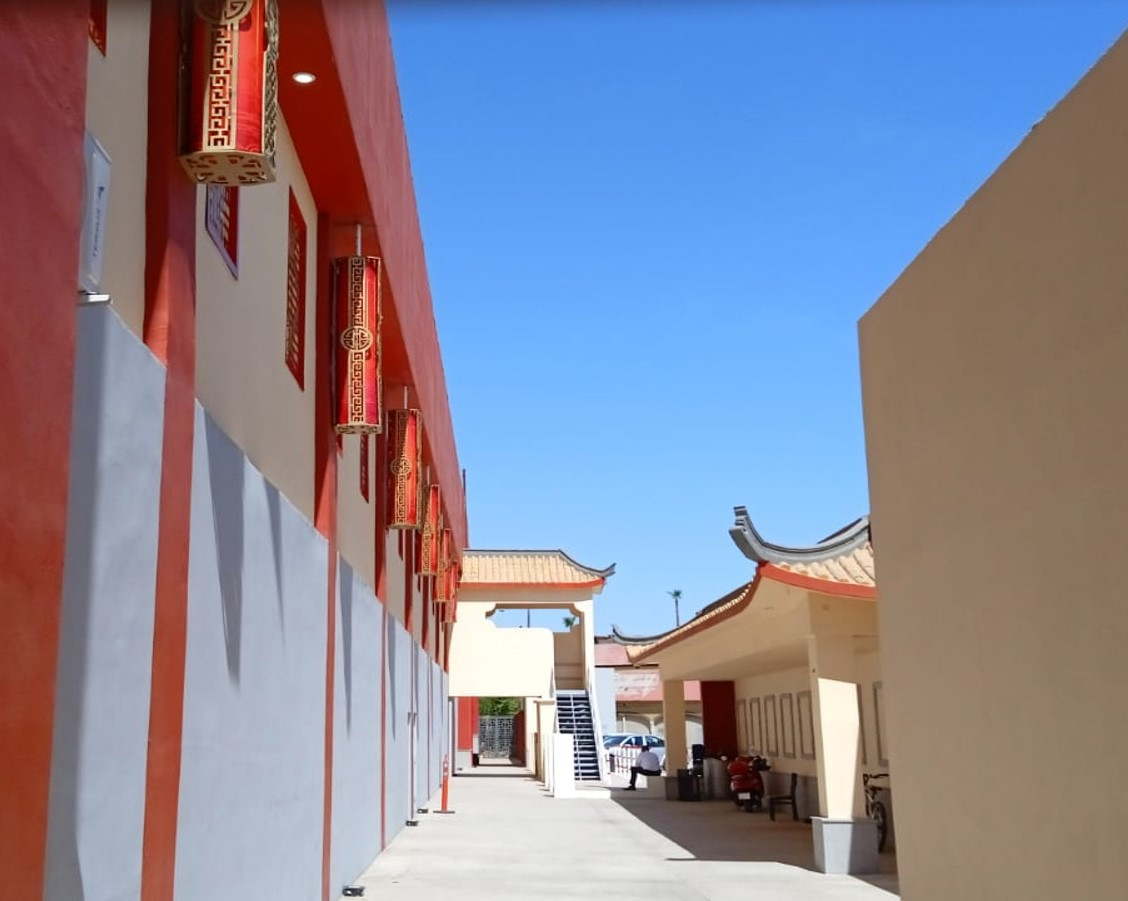
Pasillo Chinesca 2

- Pasillo Chinesca 2Asociación Lim Sei Ho Tong: Incorporación basada en el apellido Lim.
- Asociación Ma Kiem Tu Tong: Incorporación basada en el apellido Ma.
- Asociación Yee Fong Toy Tong: Incorporación basada en el apellido Yee.
- Asociación Chee Kun Tong: Incorporación basada en el apellido Chee.
- Asociación Sui Yue Tong: Incorporación basada en los apellidos Luis, Fon, Kon.
- Asociación Hu Suy Shan Tong: Incorporación basada en el apellido Hu.
- Asociación Wong Kong Har Tong: Incorporación basada en los apellidos Wong y Hu.
- Asociación Wong, Wun, Sun: Incorporación basada en el apellido
- Asociación Nam, Ping: Incorporación basada en la religión
- Asociación Long Kong: Incorporación basada en los apellidos Liu, Kuan, Chiong, Chio.
- Asociación Lon Sai: Incorporación basada en los apellidos Kuan, Pan, Lee, Chu.
- Asociación Gee How Oak Tin: Incorporación basada en los apellidos Chan, Wo, Yen.Acceso a Comunidad china

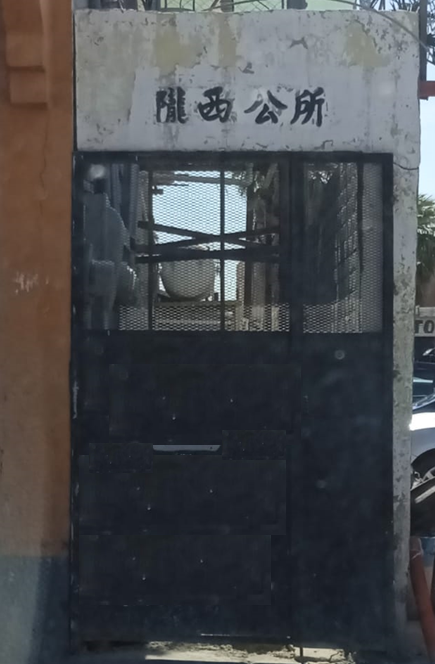
Acceso a Comunidad china

- Asociación Lun Tack Tong: Incorporación basada en el apellido Loo.
- Asociación Chi Tak Tong: Incorporación basada en los apellidos Chiu, Choi, Hu, Cao, Yon.
- Asociación Yat Juan: Incorporación basada en ser originario de Kaiping.

Otras organizaciones incluyen:
- Escuela China de Mexicali Escuela para aprender idioma Chino Mandarín
- Zhong guo xuexiao ESCUELA CHINA
- Club Shung Wah
- Boletín de la Colonia China
- Periódico Kiu Lum (semanario)
- Academia Chung Shan
- Centro de la Investigación de la Cultura China de Baja California